# Harmony (collana)
Harmony è una collana editoriale di narrativa rosa edita in Italia dal 1981 dalla Mondadori e, dal 2015, da HarperCollins.

## Storia
Su iniziativa di Arnoldo Mondadori, venne realizzata una joint-venture con la casa editrice canadese Harlequin Enterprises. Il titolo della collana deriva proprio dalla crasi tra i nomi delle due case (Harlequin e Mondadori).
Il numero uno della Serie collezione Harmony, un romanzo di Anne Mather dal titolo Per l’amore di un gitano, venne pubblicato nel 1981 e riscosse immediatamente un notevole successo. La collana venne poi divisa in tre grandi settori, Harmony, Harlequin-Mondadori e Harmony grandi distribuzioni comprendenti in tutto 32 sottocollane, e pubblica all'incirca 50 nuovi titoli al mese.
Dal 1981 sono più di 300 milioni gli Harmony venduti. La casa editrice dichiara sei milioni di copie vendute all'anno.